# BMW Z4 GT3 (E89)
Pour les articles homonymes, voir GT3.
Chronologie des modèles (2010 - 2014)
BMW M3 GT2 BMW M6 GT3
BMW M6 GTLM
La BMW Z4 GT3 (E89) est une automobile de compétition fabriquée par BMW. Elle est développée et homologuée pour la catégorie FIA GT3. Elle est dérivée de la BMW Z4 (E89), d'où elle tire son nom. Fin 2015, la voiture est remplacée par la BMW M6 GT3.

## Conception du véhicule

### Carrosserie
La carrosserie en tôle d’acier de la BMW Z4 GT3 était fabriquée à l’usine BMW de Ratisbonne sur la même chaîne de montage que la carrosserie de la version routière de la BMW Z4, puis elle était transformée à la main. Une cellule de sécurité en tube d’acier de précision à haute résistance y été soudée. Les tabliers avant et arrière, le capot, le toit, les ailes, l’aile arrière et les autres composants sont en polymère renforcé de fibres de carbone. Avec sa construction légère, la BMW Z4 GT3 a une masse de véhicule d’environ 1 190 kg. Environ 700 heures de travail sont nécessaires pour complètement assembler une BMW Z4 GT3.

### Moteur
Le moteur de course de la BMW Z4 GT3 a le code moteur P65 et il est essentiellement basé sur le moteur S65. La voiture utilise un moteur V8 atmosphérique de 4 L. Cela provenait de la BMW M3 (E90/E92/E93) et il a également été utilisé dans une version similaire dans la BMW M3 GT. Le moteur de la BMW Z4 GT3 délivrait environ 353 kW (480 ch) à 8 300 tr/min et il pouvait délivrer un couple maximal de 460 N m à 5 500 tr/min. La vitesse de rotation maximale était de 8 500 tr/min.
Par rapport aux modèles concurrents, la BMW Z4 GT3 avec son moteur V8 atmosphérique de 4 L présentait un déficit de performances et donc des inconvénients dans les sections rapides sur piste. Par conséquent, en août 2010, BMW a fait réhomologué le moteur de la BMW M3 GTS homologuée pour la route, qui avait une cylindrée d’un peu moins de 4,4 L. Dans la BMW Z4 GT3, ce moteur délivre environ 379 kW (515 ch) à 8 300 tr/min, la puissance dépendant du limiteur de débit d’air prescrit dans la série de courses respective. Le couple maximal d’environ 515 N m est disponible à 5 500 tr/min. La vitesse de rotation maximale est de 8 600 tr/min. Le bloc moteur est coulé dans la fonderie de métaux légers de l’usine BMW de Landshut.

### Transmission
Le moteur est couplé à une boîte séquentielle robotisée à 6 rapports avec palettes au volant et arbre à cardan transmettant le puissance au train arrière. Le différentiel de l’essieu arrière et les arbres de transmission proviennent de l’usine BMW de Dingolfing.

### Châssis
Le châssis de course a des amortisseurs et des stabilisateurs réglables. Des roues de 18″ à verrouillage central BBS sont installées. Les disques de frein ont un diamètre de 378 mm à l’avant et de 355 mm à l’arrière. Des étriers à six pistons équipent les disques de frein avant et des étriers à quatre pistons équipent les disques de frein arrière.

### Électronique
La BMW Z4 dispose d’aides à la conduite électroniques telles qu’un système anti-blocage des roues de course, un antipatinage (ASC) et, seulement en tant que voiture de course GT3, également un correcteur électronique de trajectoire (DSC). Le poste de pilotage comprend un volant multifonction et un écran multifonction avec indicateur de changement de vitesse intégrés.

### Équipement spécial
Pour les courses de 24 heures, BMW Motorsport propose une finition d’endurance qui comprend, entre autres, des freins et des cardans renforcés.

## Prix et chiffres de vente
Le prix d’une BMW Z4 GT3 prête à courir était de 298 000 euros (plus TVA) en 2010. Après une mise à jour en 2011, le véhicule était disponible pour 315 000 euros (plus TVA). En 2013, la BMW Z4 GT3, à nouveau modifiée, était proposée pour 349 000 euros (plus TVA). Les véhicules avec les spécifications de 2011 et 2012 peuvent être convertis aux spécifications de 2013 à l’aide d’un kit de conversion au prix de 315 000 euros (plus TVA).
L’année de ses débuts, 2010, sept BMW Z4 GT3 ont été vendues. Au total, 29 exemplaires ont été vendus jusqu’en janvier 2012. En février 2012, selon le directeur de BMW Motorsport, Jens Marquardt, BMW prévoit de proposer la Z4 GT3 jusqu’à fin 2015.

## Équipes et courses clients
En février 2010, un étalonnage de performance a lieu sur le circuit Paul-Ricard. Différents modèles sont présents, dont la BMW Z4 GT3 exploitée par BMW Motorsport.

### Schubert Motorsport

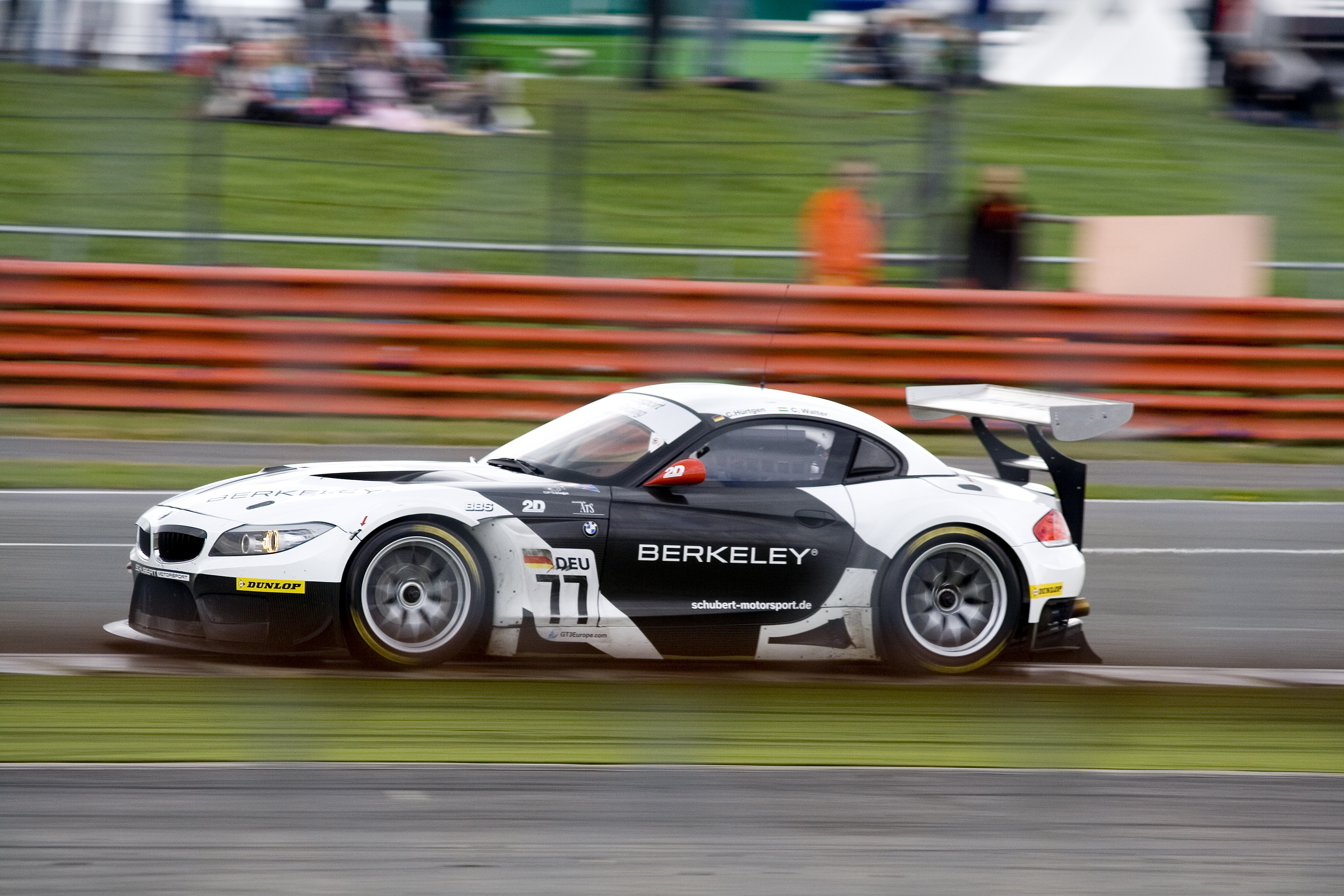
BMW Z4 GT3 de Schubert Motorsport en 2010

En 2010, Schubert Motorsport est la première écurie a utiliser deux Z4 GT3 en courses VLN au printemps 2010. L'écurie prévoit d'engager la BMW en championnat d'Europe FIA GT3, ainsi qu'aux 24 Heures du Nürburgring. Lors de la course des 24 Heures du Nürburgring 2010, les pilotes Marko Hartung, Patrick Söderlund, Edward Sandström et Martin Öhlin ont obtenus la quatrième place au général. Après avoir installé le nouveau moteur de 4,4 litres, le duo de pilotes Csaba Walter/Claudia Hürtgen a remporté une course à Jarama et Patrick Söderlund/Edward Sandström une course à Zolder. Schubert Motorsport a terminé le championnat à la troisième place du classement par équipe. Une participation aux 12 Heures de Budapest, ainsi qu’au championnat  ADAC GT Masters sont également prévus. 
En janvier 2011, Schubert Motorsport a remporté la course des 24 Heures de Dubaï avec les pilotes Claudia Hürtgen, Augusto Farfus, Tommy Milner et Edward Sandström. Une autre victoire pour une Z4 de Schubert a suivi lors des 24 Heures de Barcelone. Dans le Championnat d’Europe FIA GT3, Schubert Motorsport a réalisé un doublé avec ses deux Z4 GT3 lors de l’ouverture de la saison 2011 à Portimão; Edward Sandström/Abdelaziz ben Turki al-Fayçal s’impose devant Claudia Hürtgen/Csaba Walter. Au classement par équipe, Schubert Motorsport a pris la deuxième place en 2011. Aux 24 Heures de Spa, Claudia Hürtgen, Edward Sandström et Dirk Werner ont terminé deuxièmes avec la Z4 de Schubert. L’équipe a également complété quelques courses dans le VLN. Là, Pedro Lamy et Marko Hartung ont pris la troisième place lors de la course des 6h de l’ADAC Ruhr Cup et Edward Sandström, Nico Bastian et Hendrik Vieth ont pris la troisième place lors de la 36e DMV Münsterlandpokal.
En 2012, Schubert Motorsport n’a plus participé au Championnat d’Europe FIA GT3 et a plutôt terminé pour la première fois une saison complète dans l’ADAC GT Masters avec une Z4 GT3. Claudia Hürtgen et Dominik Schwager ont remporté une course au Hockenheimring. Dans le VLN, Dirk Müller, Jörg Müller et Dirk Adorf ont remporté l’ouverture de la saison du 59e ADAC Westfalenfahrt. Dans les deux courses VLN suivantes, Schubert a amené deux puis une Z4 GT3 sur le podium. À partir de 2012, Schubert Motorsport a reçu le soutien de BMW Motorsport pour la course des 24 Heures du Nürburgring. Après qu’Uwe Alzen ait mis une Z4 de Schubert en pole position, les deux véhicules utilisés sont longtemps restés à portée de la tête. En raison d’arrêts pour réparations, les Z4 GT3 ont pris du retard et ont finis par occuper les positions sept et huit.
En 2013, Schubert Motorsport continuera à participer aux ADAC GT Masters et au VLN. Dans l’ADAC GT Masters, l’équipe s’est élargie à deux BMW Z4 GT3 permanentes. Claudia Hürtgen et Dominik Baumann ont gagné à Spa-Francorchamps. Dans le VLN, Augusto Farfus, Jörg Müller et Dirk Müller ont remporté l’ouverture de la saison de la 38e course des 4 heures du DMV. Les deux Z4 de Schubert sont entrées en collision lors de la course des 24 Heures du Nürburgring. En conséquence, un véhicule a abandonné, tandis que l’autre a perdu un tour en raison d’un arrêt de réparation et il a finalement terminé sixième.

### Marc VDS Racing Team
Au milieu de la saison 2011, Marc VDS Racing Team alignait pour la première fois une BMW Z4 GT3 aux 24 Heures de Spa-Francorchamps. Bas Leinders, Maxime Martin et Markus Palttala ont remporté les deux courses de la GT World Challenge Europe Endurance Cup à Magny-Cours et Silverstone.
En 2012, Marc VDS Racing Team était représenté avec deux BMW Z4 GT3 dans la Blancpain Endurance Series. Lors des deux premières courses de la saison à Monza et Silverstone, Bas Leinders, Maxime Martin et Markus Palttala ont de nouveau remporté la victoire. L’équipe a terminé quatrième des 24 Heures de Spa-Francorchamps, qui fait partie de la série, Maxime Martin étant de loin le pilote le plus rapide du plateau sous la pluie. En fin de saison, le trio termine deuxième du championnat pilotes de la Blancpain Endurance Series, battu de peu. L’équipe était également représentée dans le VLN. Pour sa première participation à la course des 24 Heures du Nürburgring, Marc VDS Racing Team a terminé quatrième avec les pilotes Bas Leinders, Markus Palttala et Maxime Martin, faisant de leur véhicule la BMW Z4 GT3 la mieux placée.
Pour la saison 2013, Marc VDS Racing Team continuera d’aligner deux Z4 GT3 en Blancpain Endurance Series. Lors de la course des 24 Heures du Nürburgring de 2013, l’équipe a également concouru avec le soutien de BMW Motorsport aux côtés de Schubert Motorsport. Maxime Martin, Yelmer Buurman, Andrea Piccini et Richard Göransson ont terminé deuxièmes. Maxime Martin s’est fait remarquer avec des chronos parfois inférieurs de 20 secondes à ceux de la concurrence.
En 2015, l'écurie belge Marc VDS Racing s'impose aux 24 Heures de Spa avec une BMW Z4 GT3.

### Vita4One Racing Team

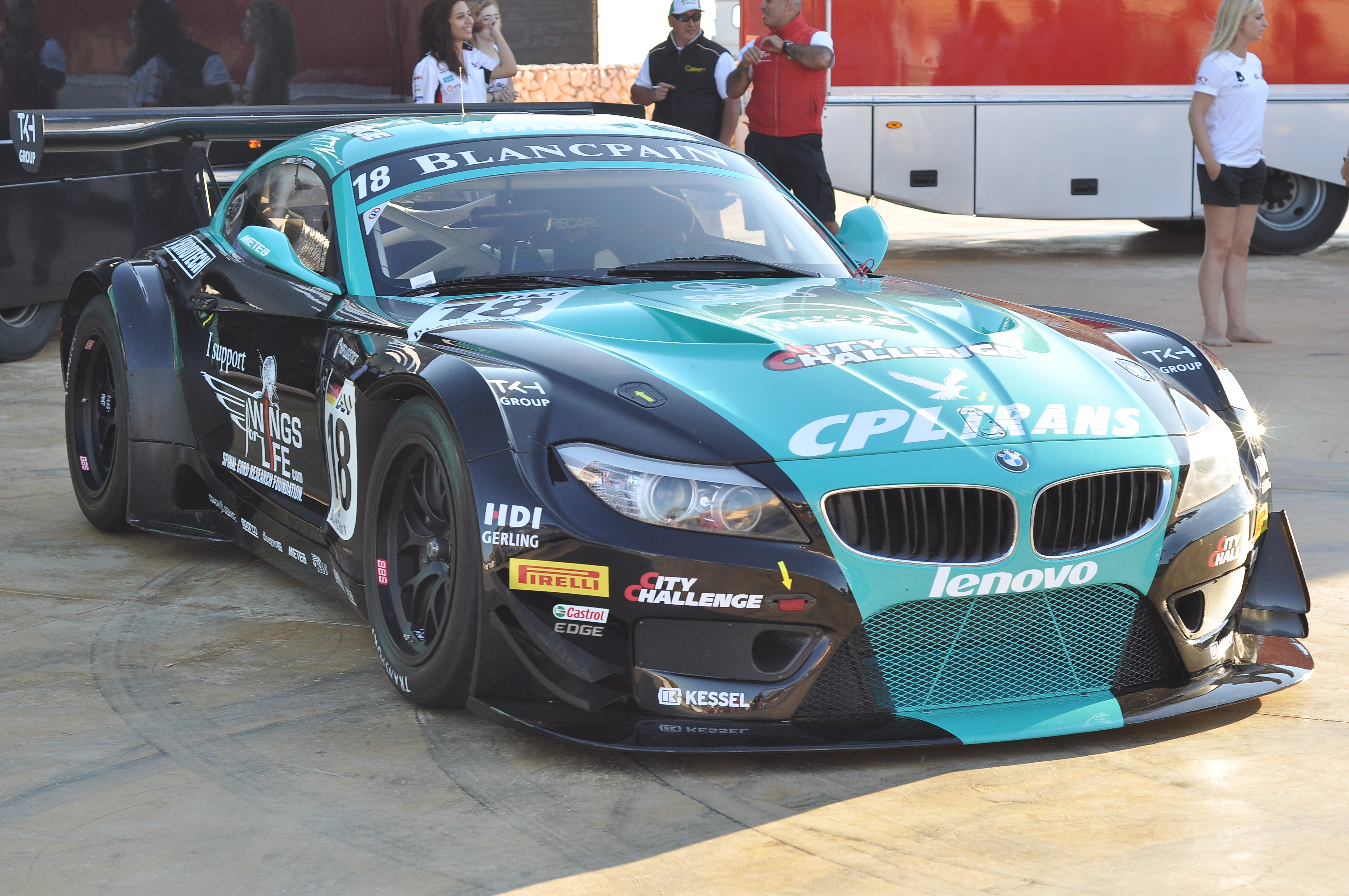
BMW Z4 GT3 de Vita4One Racing Team en 2012

En 2012, Michael Bartels de Vita4One Racing Team a engagé deux BMW Z4 GT3 dans le Championnat du monde FIA GT1. Michael Bartels et Yelmer Buurman ont remporté une course de qualification à Zolder et une course de qualification ainsi que deux courses de championnat au Slovakiaring. Battus de peu, ils terminent troisièmes du classement des pilotes en fin de saison. Vita4One Racing Team a également engagé une BMW Z4 GT3 dans la Blancpain Endurance Series en 2012. Gregory Franchi, Frank Kechele et Mathias Lauda ont terminé troisièmes des 24 Heures de Spa-Francorchamps. De plus, l’équipe Vita4One Racing Team de 2012 était représentée dans le VLN et dans la course des 24 Heures du Nürburgring, que Marco Wittmann, Jens Klingmann, Pedro Lamy et Richard Göransson ont terminé à la neuvième place.
En 2013, l’équipe Vita4One Racing Team continue de disputer les Blancpain Endurance Series. Une participation à la nouvelle série FIA GT, qui a succédé au Championnat du monde FIA GT1, était également prévue. Avant le début de la saison, l’équipe a retiré l’inscription et d’autres départs dans la série FIA GT sont discutables. Lors du week-end de course à Spa-Francorchamps, l’équipe a pris le départ, pour la première fois en tant qu’invité de l’ADAC GT Masters.

### DB Motorsport
DB Motorsport possède deux BMW Z4 GT3 depuis 2011. L’équipe a disputé le Championnat d’Europe FIA GT3 de 2011, au cours duquel Jeroen den Boer et Hoevert Vos ont remporté une course à Silverstone. DB Motorsport a terminé la saison à la troisième place du classement par équipe. L’équipe a également participé à des courses individuelles dans l’ADAC GT Masters et dans la Blancpain Endurance Series, dont la course des 24 Heures de Spa-Francorchamps.
En 2012, DB Motorsport n’était plus actif dans le Championnat d’Europe FIA GT3. Au lieu de cela, l’équipe a terminé toute la saison de la Blancpain Endurance Series avec deux BMW Z4 GT3, y compris la course des 24 Heures de Spa-Francorchamps et toutes les manches de l’ADAC GT Masters de la saison. Dans cette dernière série de courses, Jeroen den Boer et Simon Knap ont réussi à remporter leur course à domicile à Zandvoort, qui était également la première victoire d’une BMW Z4 GT3 dans l’ADAC GT Masters. Un véhicule a également été utilisé dans le Dutch Supercar Challenge.
Au cours de la saison 2013, DB Motorsport continuera à concourir avec une Z4 GT3 dans l’ADAC GT Masters et dans le Dutch Supercar Challenge.

### Autres équipes

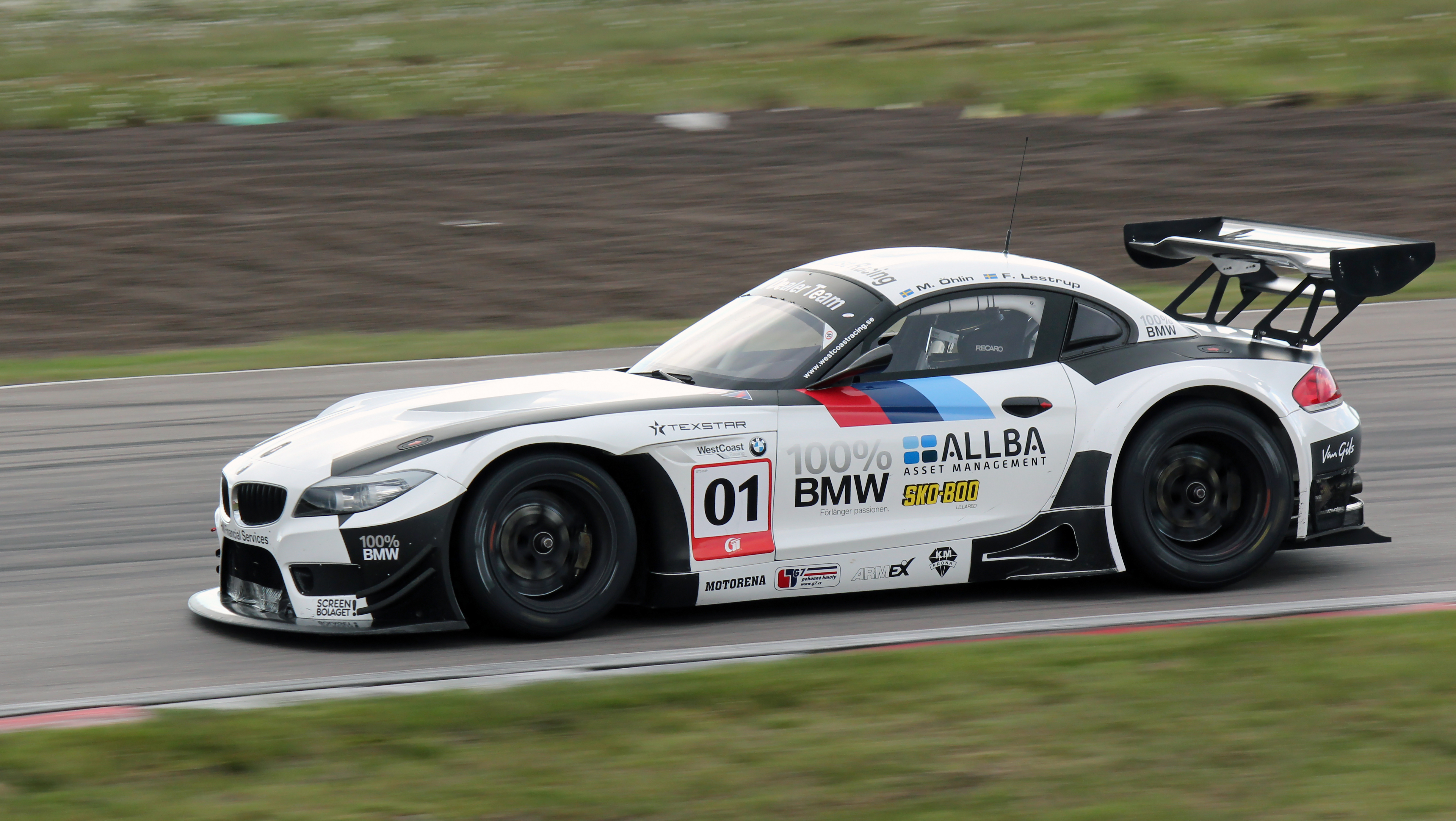
BMW Z4 GT3 de WestCoast Racing en 2012

Les autres équipes suivantes, entre autres, utilisent une BMW Z4 GT3 dans la série de courses mentionnée pour la saison 2013 :
- ROAL Motorsport (GT World Challenge Europe Endurance Cup, Campionato Italiano Gran Turismo)
- Ecurie Ecosse (European Le Mans Series, Championnat Britannique GT)
- Studie AG (Super GT)
- BMW Sports Trophy Team Brasil (Championnat FIA GT)
- BMW Sports Trophy Team India (Championnat FIA GT)
- Walkenhorst Motorsport (VLN Langstreckenmeisterschaft Nürburgring, 24 Heures du Nürburgring)
- Thiriet by TDS Racing (GT World Challenge Europe Endurance Cup, Championnat de France FFSA GT)
- Uwe Alzen Automotive (VLN Langstreckenmeisterschaft Nürburgring)
- 888Optimum (Championnat Britannique GT)
- DKR Engineering (toujours ouvert)

Les autres équipes suivantes, entre autres, ont utilisé une BMW Z4 GT3 dans la série de courses susmentionnée dans le passé :
- WestCoast Racing (ADAC GT Masters, Swedish GT)

## Succès
- 2010 : 4ème place aux 24 Heures du Nürburgring
- 2011 : 1ère place aux 24 Heures de Dubaï
- 2012 : 4ème place aux 24 Heures du Nürburgring
- 2013 : 2ème place aux 24 Heures du Nürburgring
- 2014 : 6ème place aux 24 Heures du Nürburgring
- 2015 : 2ème place aux 24 Heures du Nürburgring
- 2015 : 1ère place aux 24 Heures de Spa-Francorchamps

## BMW Z4 GTE

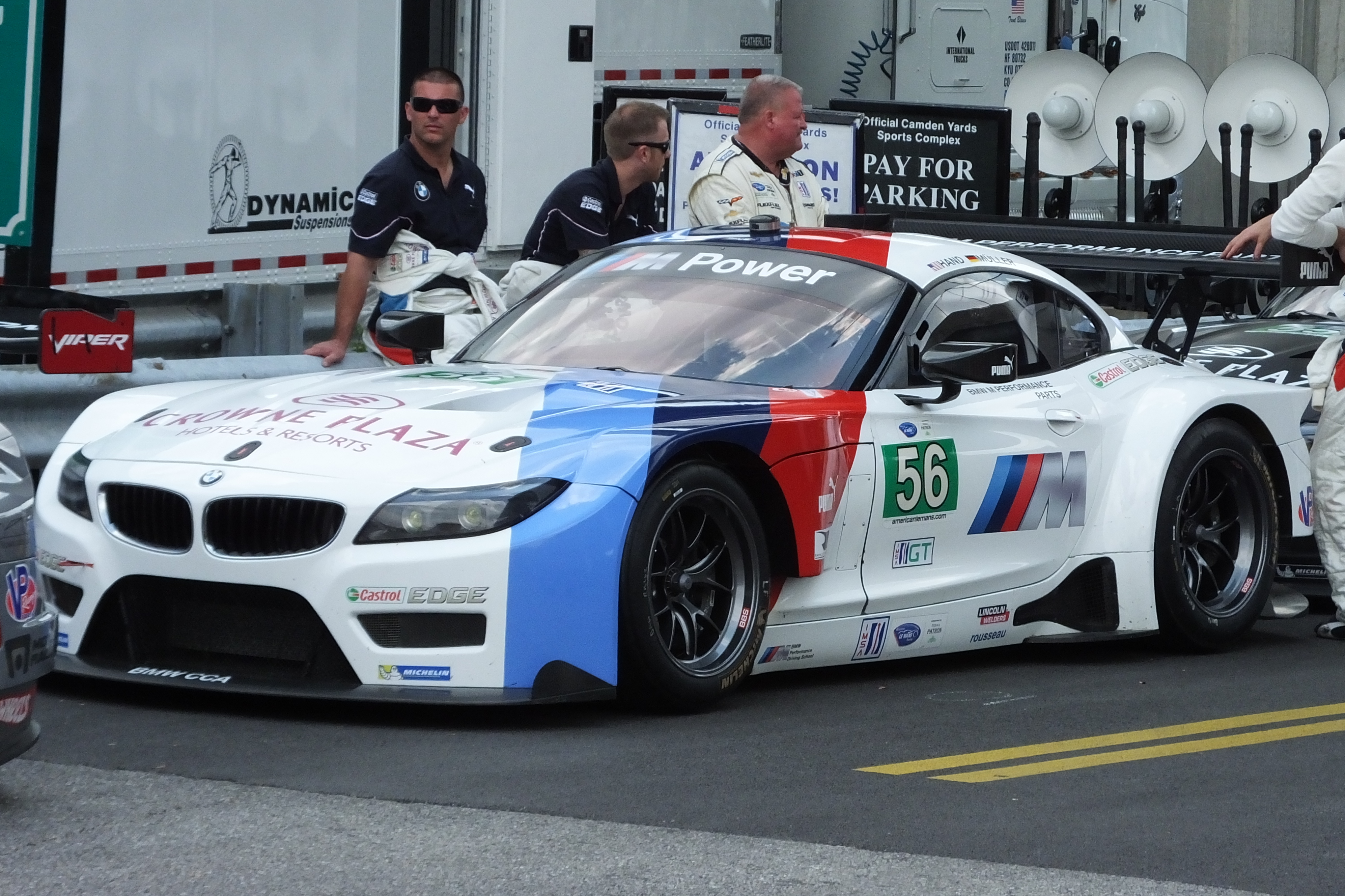
La BMW Z4 GTE du Team RLL engagée en ALMS en 2013

Sur la base de la BMW Z4 GT3, BMW Motorsport a développé en collaboration avec BMW Team RLL une version conforme à la règlementation ACO-GTE à partir de juillet 2012. Ce véhicule a succédé à la BMW M3 GT. Pour que le véhicule soit conforme à la réglementation ACO-GTE, les dimensions ont dû être ajustées, ce qui a entraîné de nouveaux développements dans le domaine de l’aérodynamique. De plus, aucune aide à la conduite électronique telle que le système anti-blocage des roues, l’antipatinage et le correcteur électronique de trajectoire ne peut être utilisée. En janvier 2013, la BMW Z4 GTE a fait son premier essai.

### Équipes
- BMW Sports Trophy MarcVDS : European Le Mans Series (2015-)
- BMW Team RLL : WeatherTech SportsCar Championship (2014-) et American Le Mans Series (2013)